# Confine tra Benin e Niger

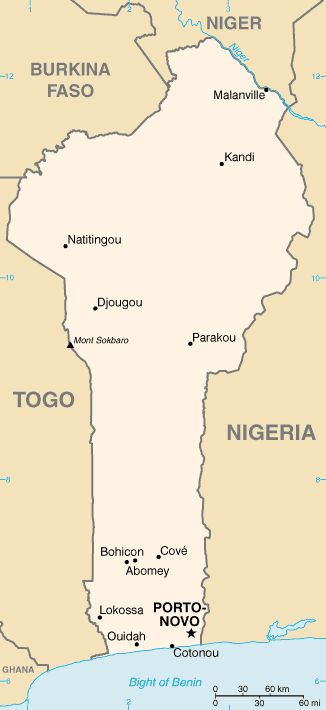
Mappa del Benin con i suoi confini.

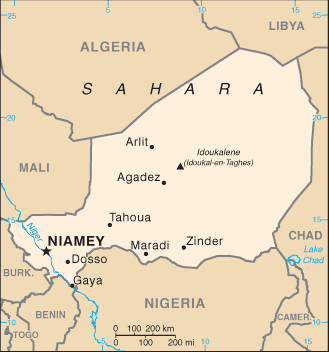
Mappa del Niger con evidenziati i suoi confini.

Il confine tra il Benin e il Niger descrive la linea di demarcazione tra questi due stati. Ha una lunghezza di 266 km.

## Caratteristiche
Il confine riguarda la parte nord del Benin e quella sud-occidentale del Niger. Ha una andamento generale da ovest verso est.
Inizia alla triplice frontiera tra Beni, Burkina Faso e Niger e termina alla triplice frontiera tra Benin, Niger e Nigeria.